# Umberto Bruni
Pour les articles homonymes, voir Bruni.
Umberto Bruni, né le 24 novembre 1914 à Montréal et mort le 1er février 2021 à Laval, est un peintre québécois d'origine italienne et le gouverneur de l'Académie Internationale des Beaux-Arts du Québec.

## Biographie
Né à Montréal et d'origine italienne, il apprendra la décoration artistique des murales et des vitraux à l'âge de 13 ans de l'artiste du vitrail Guido Nincheri.Il recevra plus tard une formation en étant élève de l'École des beaux-arts de Montréal entre 1930 et 1938. Il est aussi professeur à l'Académie Querbes, située à Outremont, en 1939. Neuf ans plus tard, il y deviendra enseignant et occupera son poste jusqu'en 1969. Quelques années plus tard, en 1972, il sera directeur et conservateur de la Galerie de l'Université du Québec à Montréal. Alors que la restauration de tableaux à l'Assemblée nationale battait son plein en 1975, les experts découvrirent la disparition du portrait de Philippe-Honoré Roy, dont la cause pouvait être le vouloir de cacher cette figure liée à une fraude juridique en 1909. L'Assemblée donnera donc la tâche à Bruni d'effectuer un portrait de celui-ci, portrait qui sera terminé en 1980 à partir de photographies d'époque. Il va être connu dans sa carrière pour avoir décorés de nombreux bâtiments religieux catholiques à travers le Québec et pour son buste du Frère André, effectué quelques mois après la mort de celui-ci en 1937. En 1943, durant la Seconde Guerre mondiale, il va dessiner des faits de guerre dans un journal de quartier. Il a aussi effectué différents, portraits et murales pour de nombreuses organisations en plus de natures mortes et paysages à la peinture à l'huile. Bruni a de plus organisé différents symposiums et expositions individuels comme à la Maison des Arts de Laval (1989) ou au Centre Léonard de Vinci (2002) en encore en groupe notamment à la Délégation générale du Québec à Paris (DGQP) lors de son inauguration en 1961. Il est présentement membre de l'International Institute for Conservation (en), de l'Academia Gentium 'Pro Pace', de l'Académie royale des arts du Canada et de l'Institut des arts figuratifs et a effectué plus de 30 expositions en "solo".

## Distinctions
- Lion d'Or de l'Ordre des fils d’Italie du Canada en 1989
- Ordre du grand mérite académique de l’Académie internationale des Beaux-Arts du Québec et Grand maître académicien de l’Académie internationale des Beaux-Arts du Québec en 2006
- Gouverneur de l'Académie Internationale des Beaux-Arts du Québec (depuis 2013)

## Musées et collections publiques
- Assemblée nationale du Québec[6]
- Collection d'œuvres d'art, Université de Montréal[7]
- Musée de la civilisation, collection du Séminaire de Québec[8]
- Musée de l'Oratoire Saint-Joseph
- Musée des Hospitalières de l'Hôtel-Dieu de Montréal
- Musée régional de Vaudreuil-Soulanges